# Pereira (La Merca)
Pereira (llamada oficialmente Santa María de Pereira de Montes) es una parroquia y un lugar del municipio español de La Merca, en la provincia de Orense, Galicia.

## Toponimia
La parroquia también es conocida por el nombre de Santa María de Pereira.

## Organización territorial
La parroquia está formada por una entidad de población:
- Pereira

## Demografía
Gráfica demográfica del lugar y parroquia de Pereira según el INE español:
| Gráfica de evolución demográfica de Pereira entre 2000 y 2022 |
|                                                               |
| Datos según el nomenclátor publicado por el INE.              |